# خوان ایگناسیو وییرا
خوان ایگناسیو وییرا (انگلیسی: Juan Ignacio Vieyra؛ زادهٔ ۲۰ آوریل ۱۹۹۲) بازیکن فوتبال اهل آرژانتین است.
از باشگاه‌هایی که در آن بازی کرده‌است می‌توان به باشگاه فوتبال نیولز اولد بویز اشاره کرد.